# Frösåker, Väddö och Häverö, Bro och Vätö häraders domsaga
Frösåker, Väddö och Häverö, Bro och Vätö häraders domsaga var en domsaga i Stockholms län. Den bildades 1777 ur delar av Lyhundra, Frötuna, Länna, Närdinghundra, Sjuhundra, Frösåker, Häverö, Väddö, Bro och Vätö häraders/Skeppslags domsaga och upplöstes 1863 då den ombildades till (en del av) Lyhundra, Sjuhundra, Frötuna och Länna, Bro och Vätö domsaga och till Närdinghundra, Frösåkers, Väddö och Häverö domsaga.
Domsagan lydde under Svea hovrätts domkrets.

## Härader/skeppslag
Domsagan omfattade Frösåkers härad, Väddö och Häverö skeppslag och Bro och Vätö skeppslag

## Tingslag
- Frösåkers tingslag
- Väddö och Häverö skeppslags tingslag
- Bro och Vätö skeppslags tingslag

## Häradshövdingar
- 1777-1823 Samuel Sebenius
- 1824-1862 Karl Gustaf Barthelson